# Ervin Katnić
Ervin Katnić (11 de março de 1923 - morreu em data desconhecida) foi um futebolista iugoslavo. Ele competiu na Copa do Mundo FIFA de 1950, sediada no Brasil, na qual a seleção de seu país terminou na quinta colocação dentre os treze participantes.